# 주포

전투함 USS 워싱턴의 주포(적색)와 부포(청색).

주포(主砲, principal battery; main armament; main battery)란 군함이 건조되었을 때 주요 무기로 사용되는 함포를 가리키는 관용적 용어이다. 우측 예시 그림에 나타나는 미 해군 전투함 USS 워싱턴은 16 인치 함포 세 문을 묶은 3연장 포탑이 고물 측에 한 개, 이물 측에 두 개로 총 아홉 문의 함포를 주포로 갖추고 있다. 또한 대함 및 대공포로 모두 사용 가능한 5인치 양용포를 부포로 갖추고 있다.

아이오와급 전함의 주포로 쓰이는 16인치 포탑의 단면도.

보통 군함은 주포를 공격 목적으로 사용하고, 자함 방어를 위해 부포를 사용한다. 예컨대 독일 전투함 비스마르크는 15 인치(380 mm) 함포를 공격용 주포(main)로서 8문 무장했고, 5.9 인치(150 mm) 포를 대구축함 및 대어뢰정 방어용 일차 부포(secondary)로, 105 mm ~ 20 mm까지 다양한 구경의 대공포를 항공기 공습에 대비한 이차 부포(tertiary)로 운용했다. 제2차 세계 대전 후기의 군함들은 설계를 간소화하기 위해 일차 부포와 대구경 이차 부포의 기능을 결합한 양용포(dual-purpose guns)를 운용했다.
현대의 군함들은 대함 미사일을 개발하여 대구경 함포를 대체하고 있다. 소비에트의 키로프급 로켓순양함이 대표적 예이다.